# LoRaWAN
LoRa (ang. Long Range) i LoRaWAN (ang. LoRa Wide Area Network) – protokół i system komunikacji bezprzewodowej dalekiego zasięgu o małej mocy (LPWAN), przeznaczony do zastosowań komunikacji między urządzeniami internetu rzeczy (IoT/M2M). Maksymalne odległości między urządzeniami a stacjami bazowymi wynoszą 10–15 km. Absolutny rekord odległości z czwartku 7 września 2023 to 1336 km (830 mil morskich), osiągnięty poprzez udaną komunikację między trakerem zainstalowanym na łodzi rybackiej Estrela de Sesimbre i bojach u wybrzeża koło Sesimbry w Portugalii a bramą sieciową systemu LoRaWAN na Wyspach Kanaryjskich. Poprzedni rekord z czwartku 16 marca 2020 to 832 km. Łączność na takie dystanse jest możliwa dzięki propagacji troposferycznej. Szybkość transmisji danych w systemie LoRa wynosi między 0,3 kb/s a 37,5 kb/s. Z racji technik użytych w celu minimalizacji użycia energii, LoRa nie jest odpowiednia dla usług czasu rzeczywistego a jedynie dla tych aplikacji, w których można tolerować opóźnienia.
LoRa wykorzystuje wolne od licencji sub-gigahercowe pasma częstotliwości radiowych (tzw. Pasmo ISM), takie jak 169 MHz, 433 MHz, 868 MHz (Europa) i 915 MHz (Ameryka Północna).
Przyjęta topologia sieci to tzw. rozszerzona gwiazda (ang. star-of-stars) – element centralny jest otoczony elementami pośrednimi – tzw. bramkami (ang. gateways), które komunikują się z urządzeniami końcowymi. Maksymalną liczbę urządzeń końcowych szacuje się na 15 000 na bramkę, lecz oczekuje się, że nowsze wersje sprzętu pozwolą na co najmniej potrojenie pojemności sieci. Im większa liczba urządzeń końcowych w komórce, tym mniejsza przepływność sieci.
W warstwie radiowej LoRa używa techniki modulacji z widmem rozproszonym CSS (ang. chirp spread spectrum), która jest uznawana za pierwszą niskokosztową implementację tego rodzaju modulacji do zastosowań komercyjnych.
Zagadnienia związane są z LoRaWAN są wspierane przez stowarzyszenie LoRa Alliance. Głównym celem organizacji są zapewnienie interoperacyjności produktów LoRaWAN oraz promocja technologii. Obecnie stowarzyszenie liczy ponad 500 członków, w tym IBM, MicroChip, Orange, Cisco, KPN, Swisscom, Semtech, Bouygues Telecom, Singtel, Proximus i MikroTik. Firma Cisco ogłosiła 1 października 2024 r., że wycofuje się z rynku LoRaWAN.

## Plusy i minusy
LoRaWAN jest protokołem, który charakteryzuje się niskim zapotrzebowaniem na energię urządzenia wykorzystywanego do komunikacji. Protokół ten dostosowuje moc nadajnika i szybkość transmisji do aktualnych warunków propagacyjnych (rozprzestrzeniania się fal). W praktyce oznacza to długi czas pracy czujnika na jednej baterii, a niekiedy całkowitą rezygnację z zasilania bateryjnego. Stosuje się wówczas niewielkie ogniwa fotowoltaiczne, bądź też elementy piezoelektryczne, z których zostaje pozyskiwana energia.
Łącza LoRa mają zasięg sięgający kilkunastu kilometrów. Pod tym względem przeważa nad rozwiązaniami takimi jak Bluetooth i WiFi.
Korzystanie z LoRa nie wiąże się z opłatami licencyjnymi za częstotliwości. W systemie LoRa używane są nielicencjonowane pasma częstotliwości (433 MHz, 868 MHz, a także 915 MHz). Do sieci LoRaWAN jednocześnie można podłączyć wiele urządzeń, przez co protokół ten sprawdza się w przypadku wykorzystania go jako rozwiązania komunikacyjnego dla miast.
Minusem łącz LoRa jest szybkość transmisji danych. Mieści się ona w przedziale 0,3-37,5 kbps. Uniemożliwia ona urządzeniom przesyłanie dużych rozmiarów danych, pozwala natomiast na pracę sieci czujników.
Kolejnym ograniczeniem sieci LoRa jest wysoka cena modułów komunikacyjnych.